# Ziemia wschowska

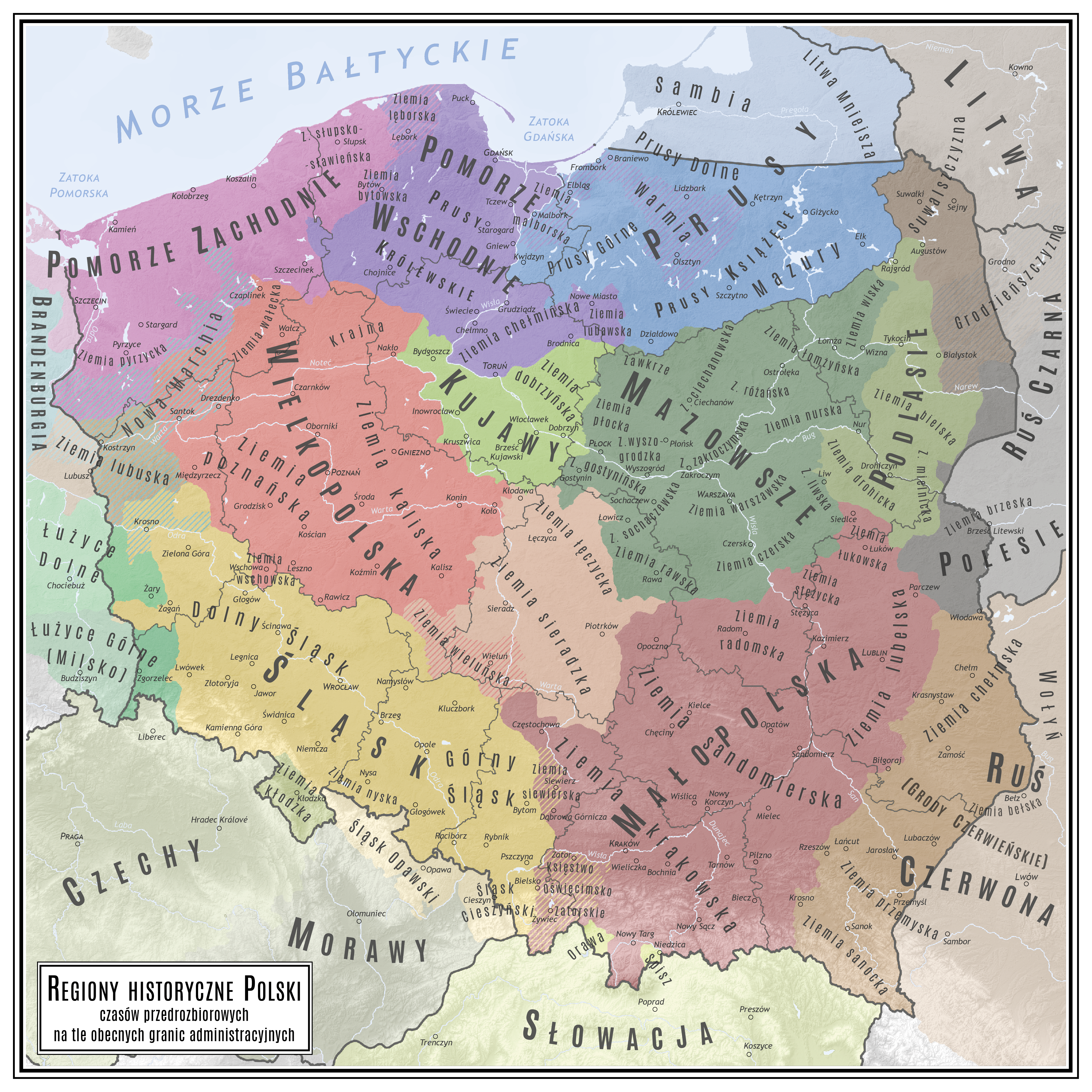
Ziemia wschowska i inne krainy historyczne Polski na tle współczesnych granic administracyjnych

Ziemia wschowska (łac. Terra Vschovensis) – polska jednostka terytorialna nad rzeką Baryczą, przy granicy Śląska, włączona do województwa poznańskiego. 

## Obszar
Zygmunt Gloger podawał, że ziemia obejmowała 9 mil kwadratowych. Adolf Pawiński podawał, że w XVI wieku powiat wschowski (tym samym ziemia wschowska) obejmowała 189,04 mil kwadratowych, czyli 489,62 km².

## Historia

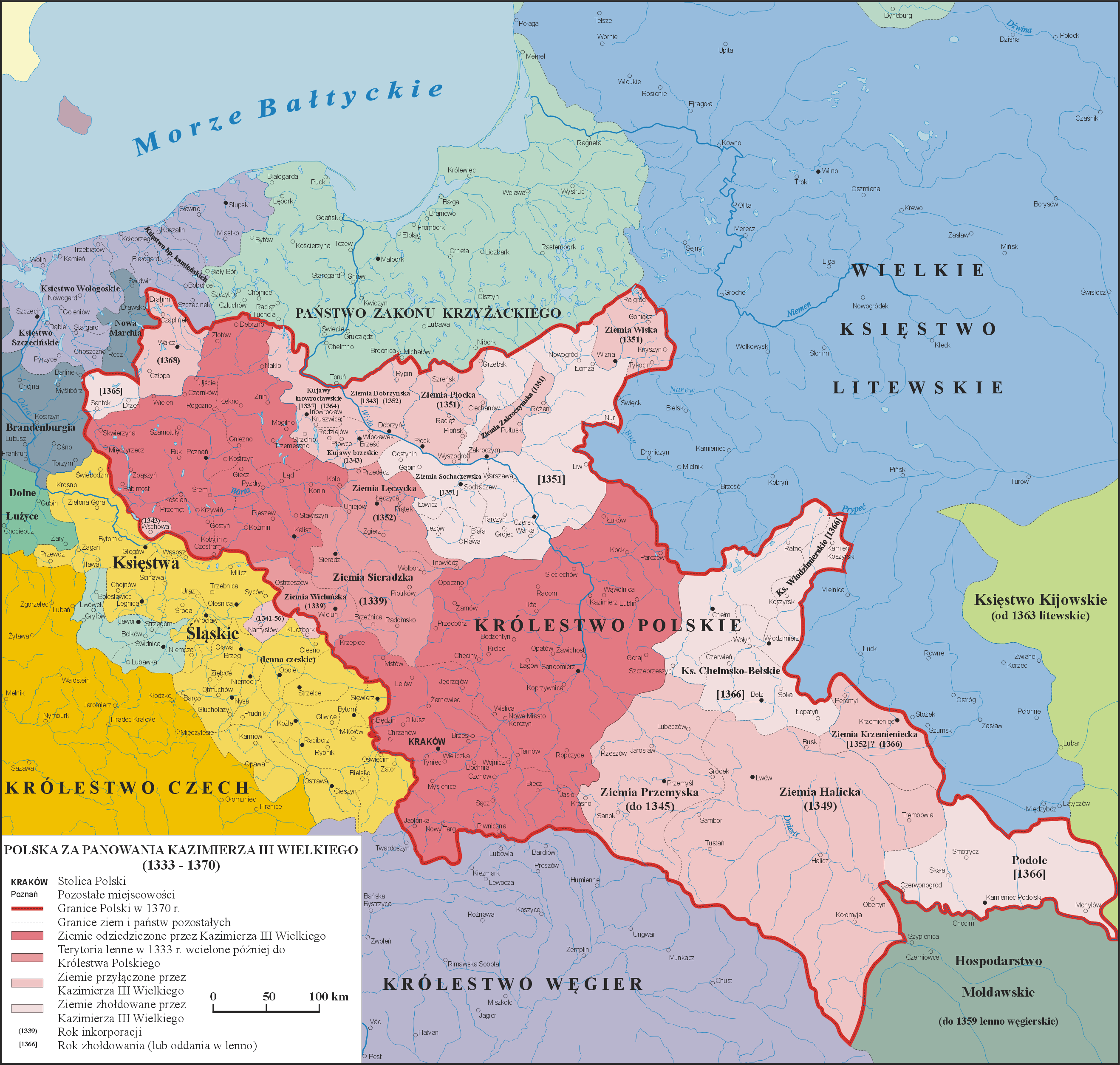
Mapa Królestwa Polskiego z włączoną ziemią wschowską

Po śmierci Przemysła II po ugodzie 10 marca 1296 r. pod Krzywiniem ziemie na południe od rzeki Obry objął Henryk III głogowski. W 1343 r. Kazimierz III Wielki uderzył na Śląsk. Ziemia wschowska włączona do Królestwa Polskiego na mocy ugody z Henrykiem V Żelaznym.
Od książąt głogowskich ziemia wschowska otrzymała prawo bicia własnej drobnej monety. Królowie polscy prawo to łaskawie jej pozostawili. Władysław II Jagiełło potwierdzając je, zastrzegł aby moneta była bita pod znakiem królewskim tj. orłem, mającym obok siebie znak miejski, czyli herb miasta i ziemi, którym był krzyż podwójny.
W 1422 r. Władysław II Jagiełło nadał ziemi prawo polskie tj. przyrzekł ustanowić sędziów generalnych (tj. sędziego i podsędka). 
Ziemia miała 1 sąd ziemski zasiadający we Wschowie, gdzie na roczkach byli sędzia, podsędek i burgrabia. Istniał sąd grodzki we Wschowie, na czele którego stał starosta wschowski. Zastępował go burgrabia. Obok niego siedział w sądzie sędzia grodzki, a nawet podsędek.
Ziemia wschowska została włączona do województwa poznańskiego. Starostwo wschowskie przekazano staroście wielkopolskiemu. W XVI wieku zanikł sąd grodzki, jednak pozostali nadal odrębni sędziowie i podsędkowie wschowscy jako ślad dawnej samoistności ziemi.